# Mimet
Mimet – miejscowość i gmina we Francji, w regionie Prowansja-Alpy-Lazurowe Wybrzeże, w departamencie Delta Rodanu.
Według danych na rok 1990 gminę zamieszkiwały 3464 osoby, a gęstość zaludnienia wynosiła 185 osób/km² (wśród 963 gmin regionu Prowansja-Alpy-W. Lazurowe Mimet plasuje się na 171. miejscu pod względem liczby ludności, natomiast pod względem powierzchni na miejscu 518.).